# Hydrométéore

Type de précipitations selon la structure thermique et nuages, tous des hydrométéores

Les hydrométéores, eaux météoriques ou météores aqueux forment l'ensemble des eaux atmosphériques, quel que soit leur état. Cette eau peut s'être évaporée, condensée en gouttes, en nuages, être cristallisée en glace ou en neige, avoir été soulevée de la surface du globe par le vent ou avoir été déposée sur des objets, être en état stable ou surfusion,. Les hydrométéores sont en général formés d'ensembles de gouttes d'eau ou de particules de glace en suspension dans l'air : la pluie, la bruine, la neige, la grêle, le brouillard, etc. Leur déposition sur des objets donne la rosée, le givre, le verglas et la flaque d'eau.

## Influence sur les radiotélécommunications
Les hydrométéores sévères, comme les pluies d'orage, sont un souci récurrent dans le domaine des transmissions des ondes, particulièrement dans celui de la télévision numérique par satellite (TNS) à 10/12 GHz (bande KU) et aussi l'Internet par satellite, exemple via le satellite KA-SAT en 20 GHz et surtout à 30 GHz (bande KA).
Un certain nombre de fois et pour une certaine durée dans une année, en fonction de la localisation, les interruptions de service (écran noir ou pixellisation) affectent surtout les usagers dotés d'antennes les moins performantes (facteur de mérite ou G/T), comme les antennes plates dites discrètes, pour Fransat ou Tntsat/C+, en fonction de la vitesse des précipitations, exprimée en mm/h. L'angle avec lequel arrive les signaux à travers les précipitations influe. L'épaisseur et la hauteur du « mur d'eau » est décisive. Ainsi, dans la bande des 11/12 GHz, et sous les plus fortes précipitations, comme les pluies d'orage, la dégradation  peut atteindre ponctuellement jusqu'à - 10 dB, mais selon les documents de normalisation les affaiblissement les plus habituels dans la liaison descendante en direction des antennes de réception terrestres des utilisateurs des bouquets Fransat ou Tntsat, valent en général jusqu'à 5 dB en France métropolitaine (pour une moyenne de  35° d'élévation) et cela quelques fois dans une année moyenne et pour des séquences de quelques heures. Pour se protéger contre de coupures de signal qui seraient trop répétitives, les opérateurs de TV satellites comme Eutelsat ou SES Astra, recommandent l'installation des paraboles d'au moins 60x65 cm =  36.5 dBi, dans les zones à P.I.R.E 53 dBw, pour bénéficier d'une marge de signal significative (~ 5 dB C/N) , au-dessus du seuil de décodage.    
Selon l'application, on observe en TNS un écran noir et en Internet-Sat, une chute ou une coupure du débit. Plus la fréquence augmente, plus les coupures de service sont fréquentes et ce d'autant plus que l'intensité des précipitations augmente.